# Kuwahara (Fahrradhersteller)

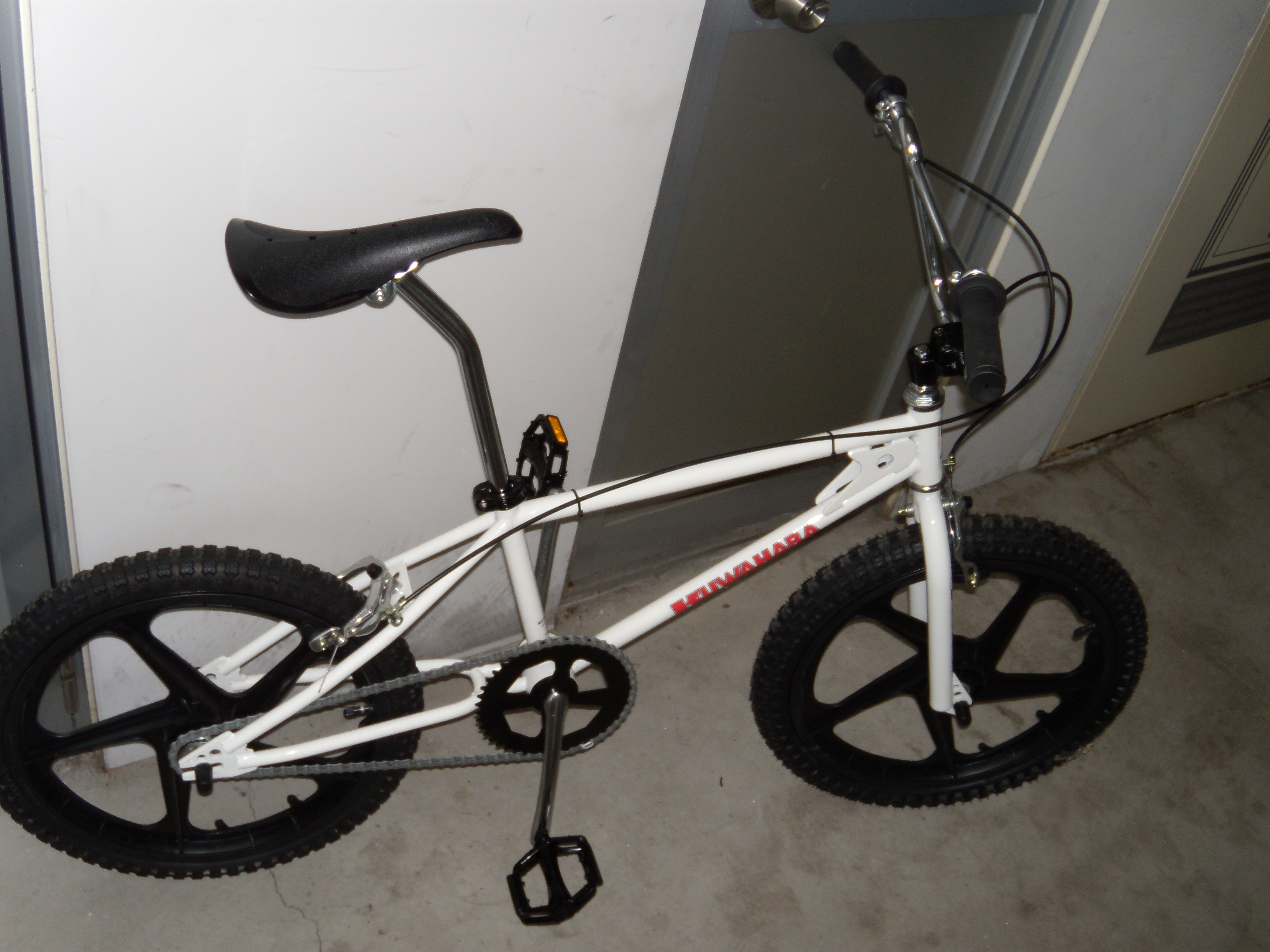
Kuwahara BMX

Kuwahara (jap. 桑原商会, Kuwahara Shōkai) ist ein japanischer Fahrradhersteller, der sowohl Fahrradteile wie komplette Fahrräder herstellt.  Heute baut die Firma hauptsächlich hochwertige BMX und Trialbikes.
Das Unternehmen wurde als kleiner Familienbetrieb in Osaka 1918 von Sentarō Kuwahara (桑原 仙太郎 Kuwahara Sentarō) gegründet. 1925 begann Kuwahara Räder und Radteile nach Russland, China und Südostasien zu exportieren.
International bekannt wurde die Marke durch den Film E.T. – Der Außerirdische. In dem Film wird ein Kuwahara BMX gefahren. In dem 1982 produzierten Film fährt Eliot ein KZ-2.5. Später wurde das Model in ET-1 umbenannt und in einer Zweifarblackierung, wie das Film-BMX angeboten. Kuwahara produzierte ein hochwertiges Model und ein Model für den Massenmarkt in den USA.
Takuo Kuwahara (桑原 拓男, Kuwahara Takuo) gründete 1988 die K.K. Kuwahara International (株式会社桑原インターナショナル, Kabushiki kaisha Kuwahara Intānashonaru). 1989 erwarb die Familienfirma in Japan die Namensrechte an der Marke zurück. 1992 wurde das japanische Werk geschlossen und die Produktion ins Ausland ausgelagert.